# Sergio Kokis
Œuvres principales
- Le Pavillon des miroirs (1994)

Sergio Kokis, né  le 6 mai 1944 à Rio de Janeiro au Brésil, est un romancier et peintre québécois.

## Biographie
Il connaît une enfance difficile qui le conduit à l'âge de neuf ans en institution de redressement. Il poursuit cependant ses études et fréquente l'École des beaux-arts de Rio, avant d'étudier en philosophie.
En 1966, il obtient une bourse d'études en France, où il complète une maîtrise en psychologie à l'Université de Strasbourg. Il immigre au Canada en 1969 et est engagé comme psychologue à l'hôpital psychiatrique de Gaspé. L'année suivante, il devient docteur en psychologie clinique de l'Université de Montréal.
Il enseigne au département de psychologie de l'Université du Québec à Montréal. Depuis 1975, il travaille également comme psychologue à temps partiel à l'Hôpital Sainte-Justine.
À partir de 1973, il étudie à la School of Art and Design du Musée des Beaux Arts de Montréal et au Centre Saidye Bronfman de Montréal.
Son premier roman, Le Pavillon des miroirs, paraît en 1994. Cette œuvre « présente un peintre écrivant sur son passé et imaginant un avenir meilleur ». Depuis mai 1997, il se consacre uniquement à la peinture et à l'écriture.
Il est participant de longue date au festival littéraire international Metropolis bleu.

## Œuvre
- 1994 : Le Pavillon des miroirs, roman, XYZ éditeur
  - (de) extrait: Das Spiegelkabinett, en Anders schreibendes Amerika. Literatur aus Québec. dir. Lothar Baier, Pierre Filion. Das Wunderhorn, Heidelberg 2000, pp 84 – 90
- 1995 : Negão et Doralice, roman, XYZ éditeur
- 1996 : Errances, roman, XYZ éditeur
- 1996 : Les Langages de la création, conférence, Nuit blanche/CEFAN
- 1997 : L'Art du maquillage, roman, XYZ éditeur
- 1998 : Un sourire blindé, roman, XYZ éditeur
- 1999 : La Danse macabre du Québec, essai, XYZ éditeur
- 1999 : Le Maître de jeu, roman, XYZ éditeur
- 2000 : Saltimbanques, roman, XYZ éditeur
- 2001 : Kaléidoscope brisé, roman, XYZ éditeur
- 2002 : Le Magicien, roman, XYZ éditeur
- 2003 : Les Amants de l'Alfama, roman, XYZ éditeur
- 2004 : L'Amour du lointain, roman, XYZ éditeur
- 2005 : La Gare, roman, XYZ éditeur
- 2006 : Le Fou de Bosch, roman, XYZ éditeur
- 2008 : Le Retour de Lorenzo Sanchez, roman, XYZ éditeur
- 2010 : Dissimulations, nouvelles, Lévesque éditeur
- 2010 : Clandestino, roman, Lévesque éditeur
- 2011 : Amerika, roman, Lévesque éditeur
- 2013 : Culs-de-sac, recueil de nouvelles, Lévesque éditeur
- 2014 : Makarius, roman, Lévesque éditeur
- 2015 : Le sortilège des chemins, récit, Lévesque éditeur
- 2016 : Un petit livre, roman, Lévesque éditeur

## Honneurs
- 1994 - Prix Québec-Paris, Le Pavillon des miroirs
- 1994 - Grand prix du livre de Montréal, Le Pavillon des miroirs
- 1994 - Prix Molson du roman, Le Pavillon des miroirs
- 1995 - Prix littéraire Desjardins du Salon du livre de Québec, Le Pavillon des miroirs
- 1998 - Grand prix des lectrices de Elle Québec, L'Art du maquillage
- 2003 - Prix littéraire Mexique-Québec, Le Magicien
- 2004 - Finaliste du Prix du Gouverneur général, Les Amants d'Alfama
- 2006 - Prix France-Québec, catégorie prix des lecteurs, La Gare